# Empusa (zoologia)
Empusa Illiger, 1798 è un genere di mantidi della famiglia Empusidae.

## Tassonomia
Comprende le seguenti specie :
- Empusa binotata Serville, 1839
- Empusa fasciata  Brullé, 1832
- Empusa guttula Thunberg, 1815
- Empusa hedenborgii Stål, 1877
- Empusa longicollis Ramme, 1951
- Empusa pauperata (Fabricius, 1781)
- Empusa pennata (Thunberg, 1815)
- Empusa pennicornis (Pallas, 1773)
- Empusa romboidae Lindt, 1976
- Empusa simonyi Krauss, 1902
- Empusa spinosa Krauss, 1902
- Empusa uvarovi Chopard, 1921